# Факултет за новинарство, информатику и библиографију Универзитета у Варшави
Факултет за новинарство, информатику и библиографију Универзитета у Варшави, (оригинални назив на пољском језику: Wydział Dziennikarstwa, Informacji i Bibliologii Uniwersytetu Warszawskiego) је факултет Универзитета у Варшави. Факултет са радом 1. септембра 2016. године. Настао је од Института за новинарство (раније у саставу Факултета новинарства и политичких наука) и Института за научне информације и библиолошке студије (раније у саставу Историјског факултета). Истраживачке и наставне активности факултета фокусиране су на: медијске студије, информатику и библиологију.
Седиште Факултета се налази у некадашњој згради купатила Теодозије Мајевске у ул. Bednarskiej 2/4. Поједина одељења Факултета налазе се у ул. Nowy Świat 69.

## Образовни смерови
Доступни смерови
- Архитектура информационих простора (први и други циклус студија)
- Студије новинарства и медија (први и други циклус студија)
- Научне информације и библиотекарство (први и други циклус студија)[5]
- Логистика и администрација медија (1. и 2. циклус студија)
- Савремено издаваштво (први и други циклус студија)
- Управљање великим подацима (други циклус студија)

## Организациона структура факултета

#### Катедра
| Катедра                                                     | Водитељ                                |
| ----------------------------------------------------------- | -------------------------------------- |
| Катедра за медијску антропологију                           | prof. dr hab. Robert Cieślak           |
| Катедра за истраживање библиотека и других установа културе | prof. dr hab. Robert Kotowski          |
| Катедра за библиографију и документацију                    | prof. dr hab. Jadwiga Woźniak-Kasperek |
| Катедра за фотографију и визуелне комуникације              | dr hab. Paweł Żak                      |
| Катедра за информационе технологије                         | prof. dr hab. Barbara Sosińska-Kalata  |
| Катедра за језик медија                                     | dr hab. Jagoda Bloch                   |
| Катедра за друштвене комуникације и односе са јавношћу      | dr hab. Dariusz Tworzydło              |
| Катедра за историју књига и медија                          | dr hab. Jacek Puchalski                |
| Катедра за медијско право                                   | prof. dr hab. Tadeusz Kononiuk         |
| Катедра за медијске системе                                 | dr hab. Michał Głowacki                |
| Катедра за медијске информационе технологије                | -                                      |

#### Остале организационе јединице
| Организована јединица                            | Водитељ                  |
| ------------------------------------------------ | ------------------------ |
| Центар за анализу медија                         | dr hab. Tomasz Gackowski |
| Лабораторија за истраживање медија               | dr hab. Tomasz Gackowski |
| Лабораторија за истраживање телевизије и филма   | dr Sławomir Rogowski     |
| Истраживачко-образовни центар Рисзард Капушински | Stanisław Zawiśliński    |

## Научни часописи
Факултет информационог новинарства и библиологије Универзитета у Варшави издаје 4 научна часописа:
- Медијске студије
- Библиотечки преглед
- Питања научних информација – Информационе студије
- Из истраживања о књигама и историјским збиркама књига

„Studia Medioznawcze“ (превод Медијске студије) је научни тромесечник који је основан 2000. године на Институту за новинарство Факултета за новинарство и политичке науке Универзитета у Варшави. „Przegląd Biblioteczny“ (превод Библиотечки преглед) је најстарији пољски научни библиотечки часопис, који покрива све основне токове пољског библиотекарства, науке о књигама, библиографије и научних информација. Часопис „Zagadnienia Informacji Naukowej – Studia Informacyjne“ (превод Питања научних информација – Информационе студиј)је намењен међународној заједници истраживача информационих наука и практичара информационих делатности. Најновији научни часопис „Из истраживања о књигама и историјским књигама“ покрива обим друштвених комуникација и студија медија на Одсеку за историју књиге и медија Факултета за новинарство, информације и библиологију Универзитета у Варшави, који се уређује од 2006. године.

## Библиотеке
На Факултету за информационо новинарство и библиологију Универзитета у Варшави постоје четири библиотеке. То су:
- Факултетска библиотека
- Polonijna Bibliotek Cyfrowa
- Виртуелни музеј пољске дијаспоре
- Медијатека.

## Лабораторија за истраживање медија и Центар за анализу медија
Лабораторија за медијска истраживања Универзитета у Варшави и Центар за анализу медија Универзитета у Варшави су научно-истраживачке лабораторије у саставу Факултета за новинарство, информације и библиологију Универзитета у Варшави. , вршење истраживања на пресеку друштвених, хуманистичких и технолошких наука. Основни циљ јединица је стварање научне и техничке базе која анализира медијске поруке, пошиљаоце и примаоце друштвених комуникација. Јединице имају опрему која омогућава истраживање комуникацијског процеса на свим његовим нивоима (укључујући опрему за праћење очију, ВР арену, собу за гејмификацију, иМотионс систем)..

## Академски радио кампус
Академски радио кампус је радио станица у власништву Универзитета у Варшави. Радио је почео са радом 1. јуна 2005. године на Факултету новинарства и политичких наука Универзитета у Варшави, а затим је од 2016. године организован у оквиру Факултета за новинарство, информисање и библиологију Универзитета у Варшави, у ул. Беднарска где је седиште факултета. Радио станица је 27. децембра 2021. постала јединица универзитетске управе Универзитета у Варшави. Станица емитује 24-часовни програм на 97,1 MHz у радијусу од приближно 30 км од Варшаве. Екипу радија чине углавном студенти. На овај начин радио испуњава образовну мисију, омогућавајући ученицима да науче занимање новинара или тонског инжењера. Студенти обезбеђују рад на основу стицања искуства и за то не добијају накнаду. Уредништво чине људи са искуством на радију у јавном или комерцијалном радиодифузији. Уједно, то је и варшавска радио станица на којој не мањка разговора о градским дешавањима – културним, музичким, друштвеним и студентским. Од почетка свог постојања, најкарактеристичнији елемент станице је неформатизована музика.

## Национална олимпијада знања о медијима
Олимпијада медијског знања је национални догађај који од 2014. године организује Факултет информационог новинарства и библиологије Универзитета у Варшави у сарадњи са 15 универзитета широм Пољске. Циљ пројекта је популаризација знања из области медијских студија и друштвених комуникација међу средњошколцима.

## Интересовање у овој области
У регрутовању студената 2021. године, научне информације и библиотечка наука биле су најмање популарно поље на Универзитету у Варшави. По месту је било 0,4 кандидата.